# Xanthias latifrons
Xanthias latifrons är en kräftdjursart som först beskrevs av De Man 1888.  Xanthias latifrons ingår i släktet Xanthias och familjen Xanthidae. Inga underarter finns listade i Catalogue of Life.